# Electric Mud
Electric Mud – płyta Muddy Watersa wydana w styczniu 1968 roku.

## Twórcy
- Muddy Waters – śpiew
- Louis Satterfield – gitara basowa
- Charles Stepney – organy
- Gene Barge – saksofon
- Pete Cosey[a] – gitara
- Roland Faulkner – gitara
- Morris Jennings – perkusja
- Phil Upchurch – gitara

## Lista utworów
| 1. | "I Just Want to Make Love to You" (Dixon)                      | 4:19  |
|    |                                                                |       |
| 2. | "(I'm Your) Hoochie Coochie Man" (Dixon)                       | 4:53  |
|    |                                                                |       |
| 3. | "Let's Spend the Night Together" (Jagger-Richards)             | 3:12  |
|    |                                                                |       |
| 4. | "She's Alright" (Morganfield)                                  | 6:36  |
|    |                                                                |       |
| 5. | "Mannish Boy" (McKinley Morganfield-Ellas McDaniel-Mel London) | 3:50  |
|    |                                                                |       |
| 6. | "Herbert Harper's Free Press News" (Barnes-Thurston)           | 4:40  |
|    |                                                                |       |
| 7. | "Tom Cat" (Williams)                                           | 3:42  |
|    |                                                                |       |
| 8. | "Same Thing" (Dixon)                                           | 5:42  |
|    |                                                                |       |
|    |                                                                | 36:54 |
|    |                                                                |       |